# Alien Nation
Alien Nation is een Amerikaanse dramaserie die op de Amerikaanse televisie werd uitgezonden van 1989 tot 1990.

## Achtergrond
In de Mojavewoestijn wordt er een reusachtig ruimteschip waargenomen door de lokale Amerikanen met buitenaardse wezens die op het eerste gezicht een grote gelijkenis vertonen met mensen. De aliens, Tenctonezen, proberen zich te integreren in een stad daar in de buurt, Los Angeles. Ze worden geconfronteerd met discriminatie.

## Tenctonezen

### Fysiologie
| Eigenschap                                                                                                  | Mensen                                         | Tenctonezen                                                                            |
| --- | ---------------------------------------------- | -------------------------------------------------------------------------------------- |
| Aantal harten                                                                                               | 1                                              | 2                                                                                      |
| Aantal seksen                                                                                               | 2: mannen en vrouwen                           | 3: gannaums, binnaums en linnaums                                                      |
| Hoofdbedekking                                                                                              | Haar                                           | Gannaums en linnaums: kleine paarsrode vlekken Binnaums: grote paarsrode vlekken       |
| Bereidingswijze eetbaar voedsel                                                                             | Rauw en gekookt                                | Alleen rauw                                                                            |
| Oorzaak dronkenschap                                                                                        | Alcohol                                        | Zure melk                                                                              |
| Vergiften. Deze vergiften zijn verschillend in giftigheid voor mensen en Tenctonezen, zover gedocumenteerd. | Alcohol (ethanol) Arseen Asbest Methanol Radon | Bepaalde smaakversterkers Cafeïne Chocolade Fluoride Fluorkoolstoffen Tabak Zout water |

### Taal
De buitenaardse wezens hebben een eigen taal, het Tenctonees (in het Engels Tenctonese).

## Rolverdeling
| Acteur                 | Personage                  |
| ---------------------- | -------------------------- |
| Gary Graham            | Detective Matthew Sikes    |
| Eric Pierpoint         | Detective George Francisco |
| Michele Scarabelli     | Susan Francisco            |
| Sean Six               | Buck Francisco             |
| Terri Treas            | Cathy Frankel              |
| Ron Fassler            | Captain Bryon Grazer       |
| Lauren Woodland        | Emily Francisco            |
| Jeff Marcus            | Albert Einstein            |
| Lawrence Hilton-Jacobs | Sergeant Dobbs             |